# Saint-Sauveur-de-Puynormand
Saint-Sauveur-de-Puynormand é uma comuna francesa na região administrativa da Nova Aquitânia, no departamento da Gironda. Estende-se por uma área de 5,57 km². Em 2010 a comuna tinha 360 habitantes (densidade: 64,6 hab./km²).